# علم أبخازيا
تم تصميم علم أبخازيا من قبل فاليري غامغيا عام 1991، ويتكون العلم من سبعة خطوط أفقية بالتناوب بين الأخضر والأبيض مع كانتون أحمر بداخله يد يُمْنَى مفتوحة يعلوها قوس من سبعة نجوم خماسية باللون الأبيض.
يرجع أصل تصميم مستطيل السارية الأحمر إلى راية مملكة أبخازيا القروسطية، وترمز اليد اليُمْنَى المفتوحة إلى «القومية الأبخازية». أما النجوم السبع في مستطيل السارية (على الرغم أنه لم يكن المقصود به سابقاً) فترمز إلى المناطق السبع التاريخية للبلد وهي: سادزين وبزيب وغوما وأبجيوا وسامورزاقان ودال-تسابال وبسخوي-أيبغا، بينما تستمد الخطوط البيضاء والخضراء السبع من جمهورية شمال القوقاز الجبلية حيث تعتبر أبخازيا نفسها جزء من تلك الجمهورية بعد الحرب العالمية الأولى، وتجدر الإشارة إلى كون الرقم «سبعة» مقدساً عند الأبخازيين بينما ترمز الخطوط البيضاء والخضراء السبع إلى «التسامح الديني» الذي يسمح بالتعايش بين الديانتين الرئيسيتين في البلاد وهما الإسلام والمسيحية.

## معرض صور

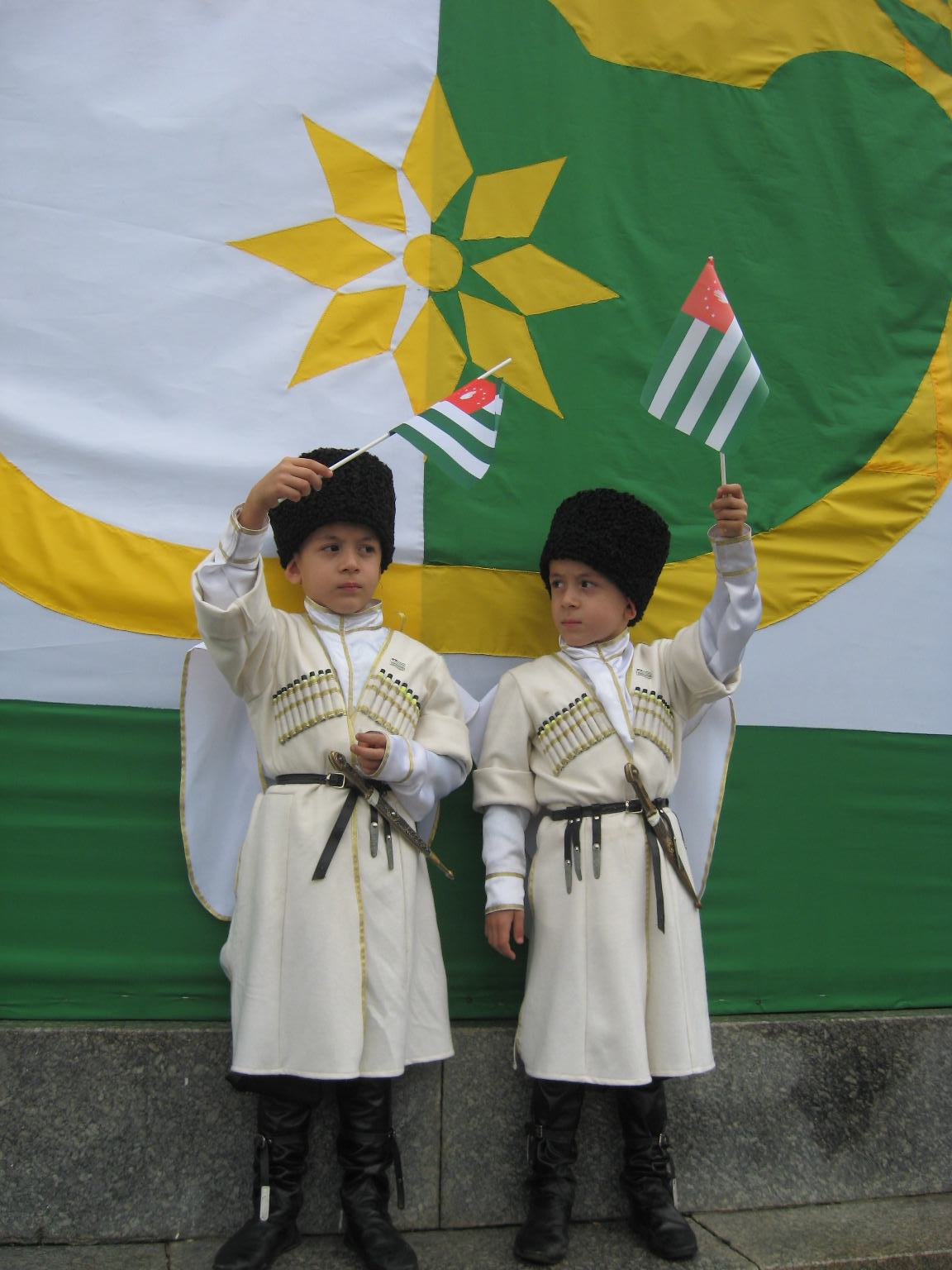
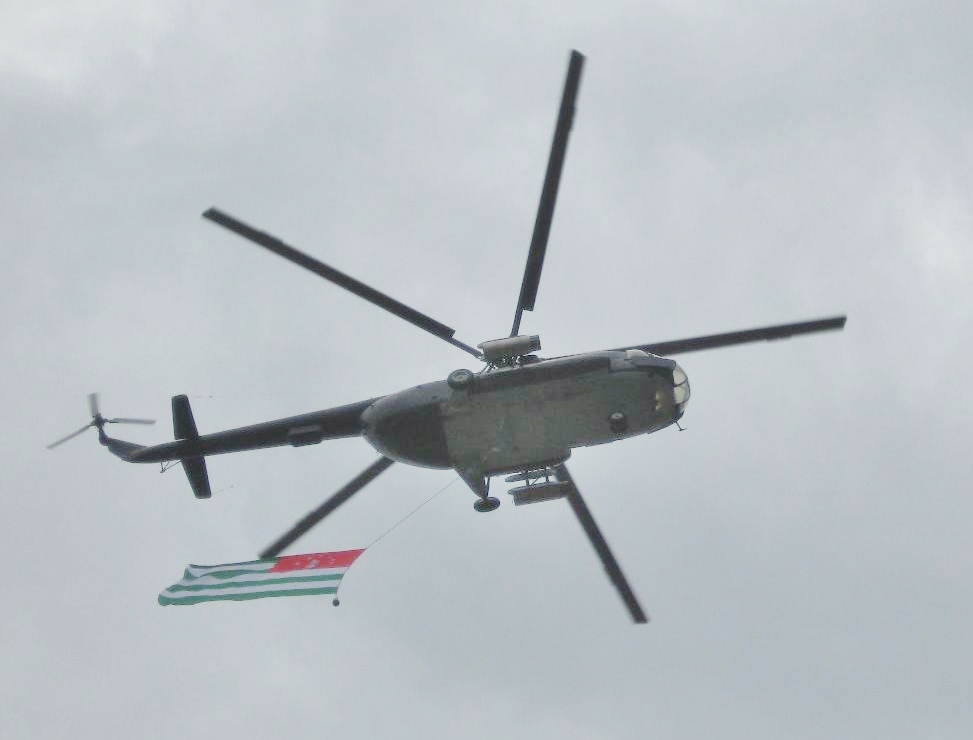
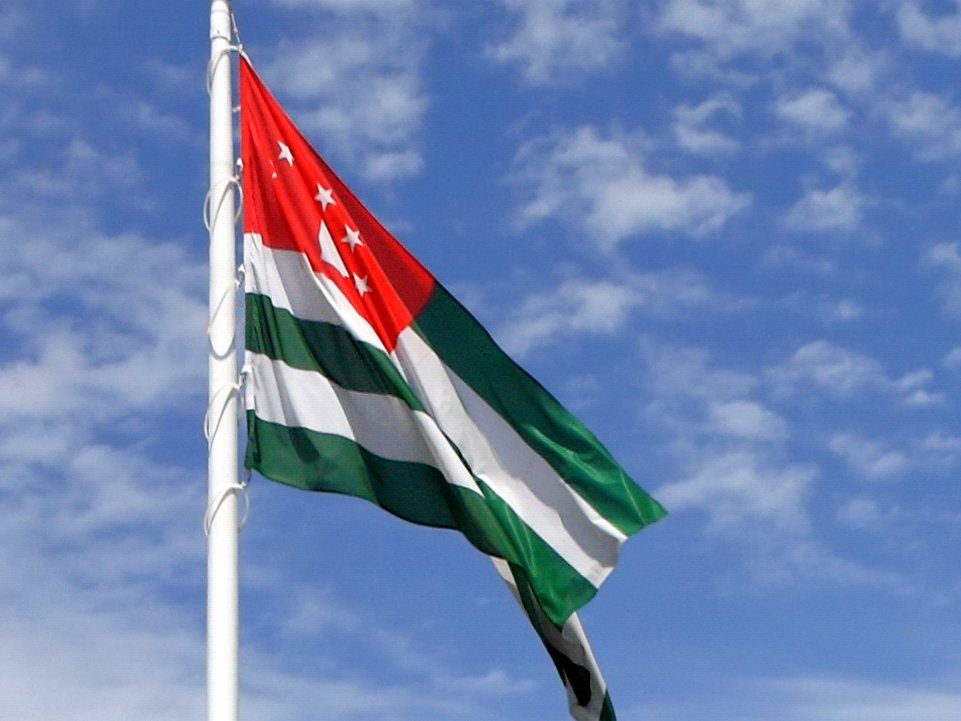
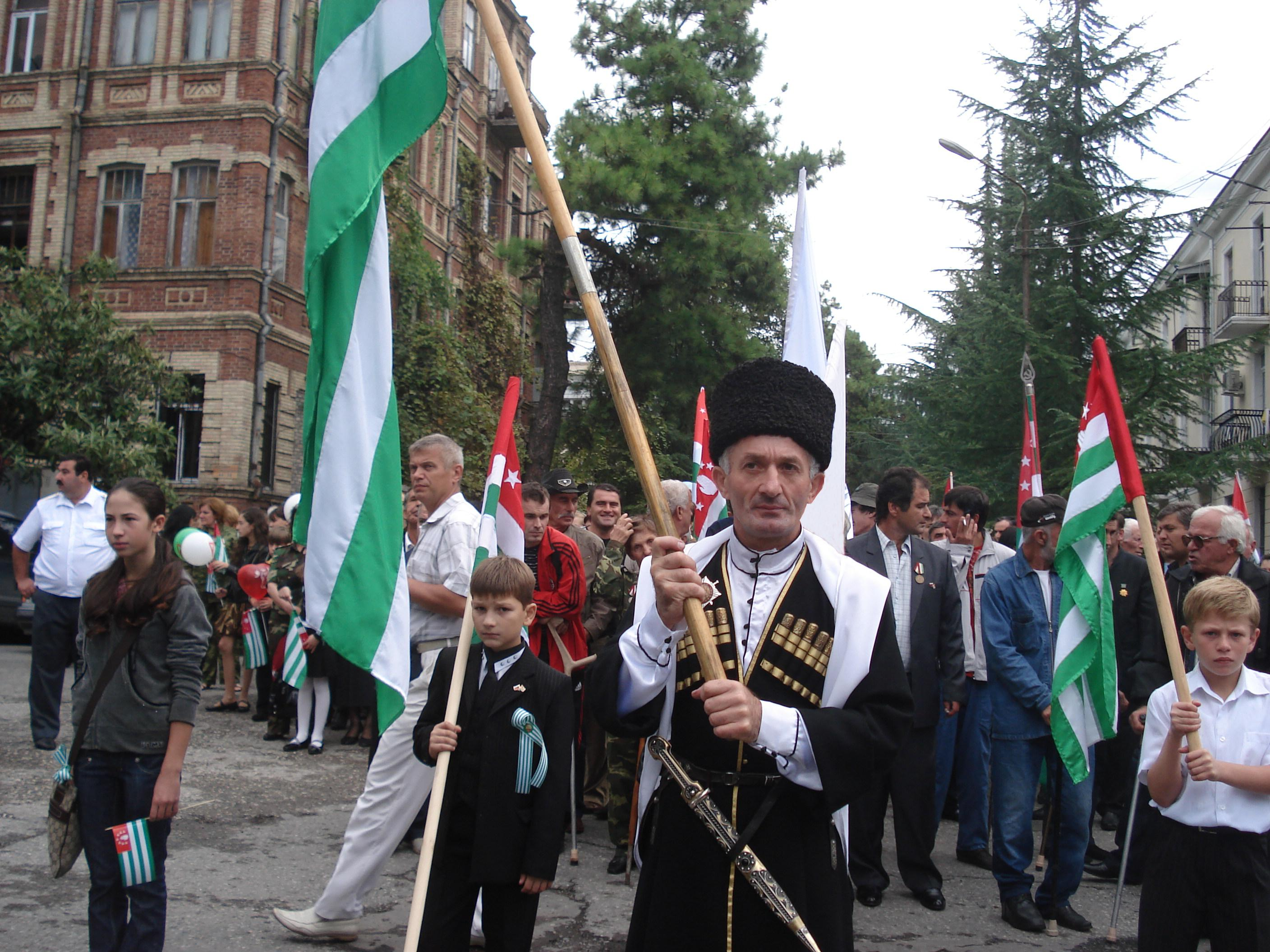